# 英格丽德·文德尔
英格丽德·文德尔（德語：Ingrid Wendl，1940年5月17日—），奥地利女子花样滑冰运动员。她曾代表奥地利参加1956年冬季奥林匹克运动会花样滑冰比赛，获得女子单人滑铜牌。